# Sam Porcello
Samuel J. Porcello (23 de mayo de 1935-12 de mayo de 2012) fue un científico de alimentos estadounidense que trabajó en Nabisco durante 34 años. Es conocido por su trabajo en el desarrollo de la galleta Oreo. Porcello poseía cinco patentes directamente relacionadas con Oreo.  En particular, Porcello fue el inventor del relleno de crema blanca de las galletas Oreo. Su trabajo le apropió el apodo de «Sr. Oreo».

## Comienzos
Porcello nació y se crio en Newark, Nueva Jersey. También vivió en Wayne, Nueva Jersey. Él y su familia se mudaron a Toms River, Nueva Jersey, en 1974, donde residió el resto de su vida. Porcello inicialmente trabajó como maestro durante un tiempo, antes de comenzar su carrera. Después trabajó para la antigua empresa fabricante de dulces The Charms Company. Estuvo a punto de ser contratado por una importante empresa de cosméticos, pero su candidatura terminó cuando la empresa se enteró de que Porcello era daltónico. 

## Carrera profesional
Porcello se unió a Nabisco tras ser rechazado por parte de la industria cosmética por ser daltónico. Al ser contratado, Nabisco prometió que le garantizarían un salario de hasta 12 000 dólares al año si tenía éxito.  Comenzó su carrera en Nabisco en la planta de Fair Lawn, Nueva Jersey. Posteriormente trabajó en la sede de Nabisco en East Hanover, Nueva Jersey.
Porcello se incorporó al departamento de investigación y desarrollo de Nabisco, que desarrollaba nuevas líneas de aperitivos. Fue considerado uno de los principales expertos mundiales en cacao, que se utiliza para hacer chocolate. Se le otorgó el título de «científico principal» durante su carrera en Nabisco. La galleta Oreo se ha vendido desde 1912 (se han vendido 450 mil millones de Oreo desde su creación), pero fue Porcello quien inventó el relleno moderno de crema para la Oreo normal y de doble relleno.
En total, Porcello poseía cinco patentes relacionadas con su trabajo en las Oreo. También desarrolló una línea de productos de Oreo bañadas en chocolate blanco y chocolate negro. Porcello encontró el particular tipo de chocolate empleado en las Oreo bañadas mientras asistía a una feria comercial de la industria alimentaria en Europa.
Además de su trabajo con Oreo, Porcello desarrolló otros productos de aperitivos en Nabisco, como los SnackWells. Su puesto le obligaba a viajar mucho en busca de nuevos productos e ingredientes potenciales. Según su hijo, Curtis, Porcello a menudo traía nuevos tipos de aperitivo a casa para ver si le gustaban o no a su familia los posibles nuevos productos. Porcello no era un gran devorador de galletas Oreo y, además, dijo que prefería comerse la galleta sin mojarla en leche .
No es el creador del relleno de Oreo. Se cambió a principios de los años 90 y 2000 mucho después de su jubilación.

## Jubilación
Porcello dejó la empresa como su principal científico de alimentos en 1993 tras 34 años de trabajo. Además, fue voluntario durante mucho tiempo con ACDI/VOCA, donde ayudó a crear un programa y una empresa de alimentos en Tailandia. Sam Porcello murió el 12 de mayo de 2012 a la edad de 76 años.